# Rezerwat przyrody Mewia Łacha
Rezerwat przyrody „Mewia Łacha” – rezerwat przyrody faunistyczny ptaków (dawniej: ornitologiczny) na Pobrzeżu Gdańskim, utworzony w 1991 r., o powierzchni 150,46 ha (składa się z dwóch części – lewobrzeżnej gdańskiej na obszarze Wyspy Sobieszewskiej o powierzchni 18,91 ha i większej o powierzchni 131,55 ha po wschodniej stronie Przekopu Wisły na obszarze gminy Stegna w sąsiedztwie Mikoszewa, w otulinie Parku Krajobrazowego „Mierzeja Wiślana”) nad Zatoką Gdańską przy ujściu Przekopu Wisły do Bałtyku. Rezerwat chroni miejsca lęgowe różnych gatunków rybitw i siedliska żerowania i odpoczynku ptaków siewkowatych i blaszkodziobych. Na uwagę zasługuje obecność biegusa zmiennego.
Rezerwat jest włączony do sieci Natura 2000 – znajduje się tutaj tzw. część wschodnia dwóch obszarów Natura 2000: ptasiego Ujście Wisły PLB220004 i siedliskowego Ostoja w Ujściu Wisły PLH220044.
W Bałtyckim Systemie Obszarów Chronionych HELCOM jest to MPA nr 302 Ujscie Wisly.

## Charakterystyka

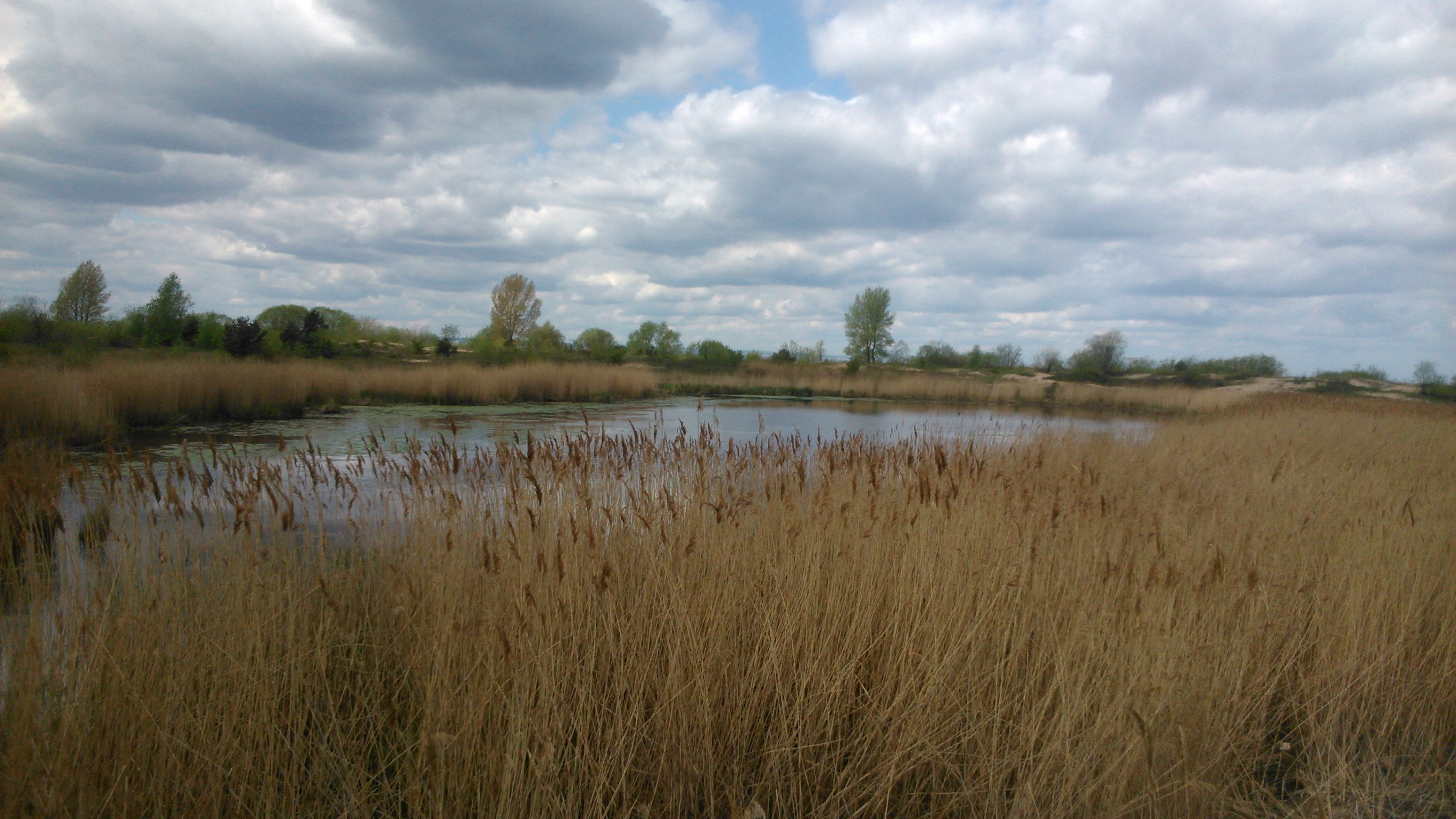
Rezerwat przyrody Mewia Łacha

Od roku 2007 jest to ponownie jedyne w Polsce miejsce gnieżdżenia się rybitw czubatych – ok. 400 par (2007), ok. 300 (2008) i aż 570 (2009). W 2010 roku lęgi ok. 100 par zostały zniszczone przez tzw. „falę powodziową” na Wiśle, która rozmyła i zatopiła łachę z kolonią. Gniazdują tu również rybitwy białoczelne, rybitwy rzeczne, sieweczki obrożne, ostrygojady, w przeszłości na łachach (piaszczystych wyspach) gniazdowały także kolonie mew srebrzystych i śmieszek, w rezerwacie notowano również lęgi rybitw popielatych oraz pierwszy w Polsce przypadek lęgu sieweczki morskiej. Występuje tu największa w Europie koncentracja mewy małej (do 40 tys. osobników) oraz mewy pospolitej (do 150 tys.). Zimą schronienie znajduje tu ok. 50 tys. kaczek, z których najliczniejsze gatunki to lodówki, czernice i gągoły.
Największym zagrożeniem dla lęgów ptaków są turyści. W związku z tym istnieją ograniczenia w poruszaniu się po rezerwacie. Jest tylko jedna ścieżka, po której wolno przechodzić ludziom, prowadzi od Wisły wzdłuż nasady piaszczystego cypla na plażę. Nie wolno przechodzić przez ograniczające ścieżkę taśmy, nie wolno wprowadzać (nawet na ścieżkę) psów, nie wolno plażować w rezerwacie (nawet na dopuszczonej do spacerów ścieżce), nie wolno podpływać i wchodzić na piaszczyste wysepki ani na odgrodzony cypel i wydmy.
W rezerwacie znajdują się też m.in. stanowiska podlegających ochronie lnicy wonnej, mikołajka nadmorskiego i kruszczyka rdzawoczerwonego. Występują tu także: rokitnik zwyczajny, kruszczyk szerokolistny, kocanki piaskowe, turzyca piaskowa, a z gatunków solniskowych arcydzięgiel nadbrzeżny, sitowiec nadmorski, mannica odstająca, solanka kolczysta. W obniżeniu terenu znajduje się niewielkie jezioro deltowe.
Najbliższe miejscowości to Mikoszewo i Świbno.
10 kwietnia 2013 na terenie rezerwatu spłonęła nieoddana jeszcze do użytku platforma widokowa.

## Ssaki na Mewiej Łasze
Na piaszczystych łachach w rezerwacie można obserwować małe stado morskich ssaków. W 2007 roku widywane było 3-5 samic fok szarych i jeden samiec z tego gatunku, ale liczba ta stale wzrasta. W latach 2016–2018, w ramach projektu pn.: „Pilotażowe wdrożenie monitoringu gatunków i siedlisk morskich w latach 2015–2018” przeprowadzono badania występowania i liczebności foki szarej w polskich obszarach morskich. Analiza zebranych danych wykazała utrzymanie się wyleżysk w rejonie ujścia  Przekop Wisły, z liczebnością stada na poziomie około 200 sztuk w okresie linienia. 31 lipca 2008 i 1 września 2009 r. były obserwowane też foki pospolite – znacznie rzadsi goście na polskim wybrzeżu. Jednakże od jesieni 2012 do maja 2013 dość regularnie obserwuje się 2 osobniki foki pospolitej na terenie rezerwatu. 19 czerwca 2011 roku zaobserwowano samicę foki pospolitej ze świeżo narodzonym młodym, co jest drugim przypadkiem narodzin tego gatunku w historii w Polsce. Najłatwiej obserwować foki wieczorem lub rano, pamiętając jednak, że nigdy nie ma gwarancji ich obecności. Jeziorka wśród wydm od strony Gdańska, oraz duże jezioro od strony Mikoszewa, są również stałym miejscem bytowania bobrów. Lęgi ptaków gnieżdżących padają niekiedy ofiarą ssaków drapieżnych – głównie lisa, który spowodował w 2008 roku porzucenie przez rybitwy czubate cypla od strony Gdańska i przeniesienie się kolonii na niedostępną, piaszczystą wyspę.